# 祁耿寰

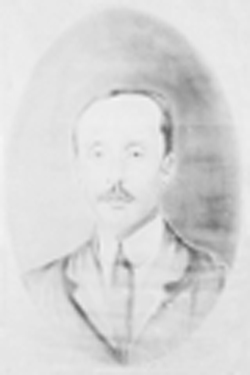
祁耿寰

祁耿寰（1878年？—1929年3月）字醒尘，辽宁省辽中县人，中国民主革命家，中华民国政治人物。

## 生平
祁耿寰20岁出头，便从北洋警務學堂毕业。随后投奔幫辦延吉邊務的吳祿貞，负责警务。吳祿貞去职后，继任者防范革命党甚严，祁耿寰因在宣講所言词激烈，受到追究，乃与柏文蔚謀集合警士數十人，赴老黑山，准备起义。
1911年辛亥革命爆发后，祁耿寰回家乡辽中策划响应，与董寧誠、鮑化南、武揚、李義亭等革命党人赴辽阳。11月17日，受奉天联合急进会所派，中国同盟会会员及知识分子商震、程起陆、祁耿寰、徐镜心、石磊等人到辽阳组织武装起义。商震与祁耿寰等人在高麗門外郭复吉开办的生發大车店设立起义机关部，辽阳刘二堡起义、高丽门起义、边墙子起义先后爆发。但事败，14位革命者被清政府逮捕处决，另有李義亭等13人战死，其余人员赴大连集合，策划再举事。祁耿寰南赴安徽投奔安徽都督柏文蔚，被任命为安徽省會警察廳廳長，任内嚴禁鴉片，破除迷信。柏文蔚去职，仍留祁耿寰担任憲兵司令，以待今后的机会。
1913年，二次革命爆发，江西、江苏先后独立。此后，1913年7月17日（农历六月十四日），安徽逐走孙多森，宣布独立，公推祁耿寰護理安徽都督，以待都督柏文蔚到来。不久，被袁世凯收买的胡万泰、顾琢塘默许部下柴宝山围困安徽都督府，祁耿寰持枪冲出都督府脱身。之后，祁耿寰與柏文蔚流亡日本，加入中華革命黨。
1917年，孫文在粵東建大元帥府，任命祁耿寰為參軍。1919年，祁耿寰奉命担任汕頭警備司令。不久，因孙文離开广东而解職，即偕夫人暫居汕头。此前祁耿寰在遼中策划獨立时，革命队伍中的告密者張某被革命党人士处决。張某的儿子为报仇，此时雇人在汕頭开枪行刺祁耿寰，祁耿寰中三彈而未死。
1924年，祁耿寰為中國國民黨第一次全國代表大會代表。参加大会的奉天省代表有四人：朱霁青、祁耿寰、宁武、王秉谦。祁耿寰是孙中山指派的大会代表，时任广州市公安局督察长，驻粤建国豫军总司令部参谋长，被祁耿寰介绍的黄埔军校第一期生是何学成。
1925年，國民革命軍北伐，祁耿寰到河南，最终聯合旧部響應北伐。1929年，商震主政河北省，任命祁耿寰為河北省政府參謀。1929年3月，祁耿寰遇刺身亡。
祁耿寰之墓位于今北京市海淀区香山玉皇顶。祁耿寰烈士墓园占地面积大约50平方米，墓碑高大约2米许。墓碑正面书有“祁烈士耿寰之墓”，落款为“民国廿二年六月，于右任题”。墓碑背面为商震撰，柏文蔚書寫的《祁烈士墓誌》，记录了祁耿寰的生平。
文化大革命时期，该墓遭人为破坏，墓碑被推倒，供桌、墓体等受严重破坏。2010年5月10日，柳哲（中国东方文化研究会副秘书长、中华大族谱协会副秘书长、北京东方文化馆秘书长）撰文呼吁修复该墓，并寻找祁耿寰的后人。此后，祁耿寰分散在全世界各地的后人纷纷与其联系，中国国民党主席马英九也对此表示关注。2011年3月，海淀区人大代表汤焦媛得知后，向海淀区人大建议修复祁耿寰墓地。2011年9月27日，祁耿寰墓地修缮完毕。